# Julija Horodná
Julija Horodná (ukrajinsky Юлія Городна, * 8. dubna 2001, Lviv, Ukrajina) je ukrajinská juniorská biatlonistka. Startovala v IBU Cupu. V roce 2021 se zúčastnila mistrovství světa juniorů v biatlonu.
Ve světovém poháru debutovala v březnu 2022 ve sprintu v Otepää.
V únoru 2022 uprchla před ruskou invazí do Česka, kde jí poskytl zázemí Český svaz biatlonu. S jeho podporou startovala – spolu se svojí sestrou Olenou – poprvé v závodě světového poháru.

## Výsledky

### Juniorská mistrovství
| Sezóna  | D   | Místo        | SP  | SZ  | IZ  | ŠT  | Věk    |
| ------- | --- | ------------ | --- | --- | --- | --- | ------ |
| 2020/21 | MSJ | Obertilliach | 48. | 58. | 16. | 10. | 19 let |